# Samudrajaya
Samudrajaya is een bestuurslaag in het regentschap Bekasi van de provincie West-Java, Indonesië. Samudrajaya telt 4971 inwoners (volkstelling 2010).